# Dorfkirche Steudnitz

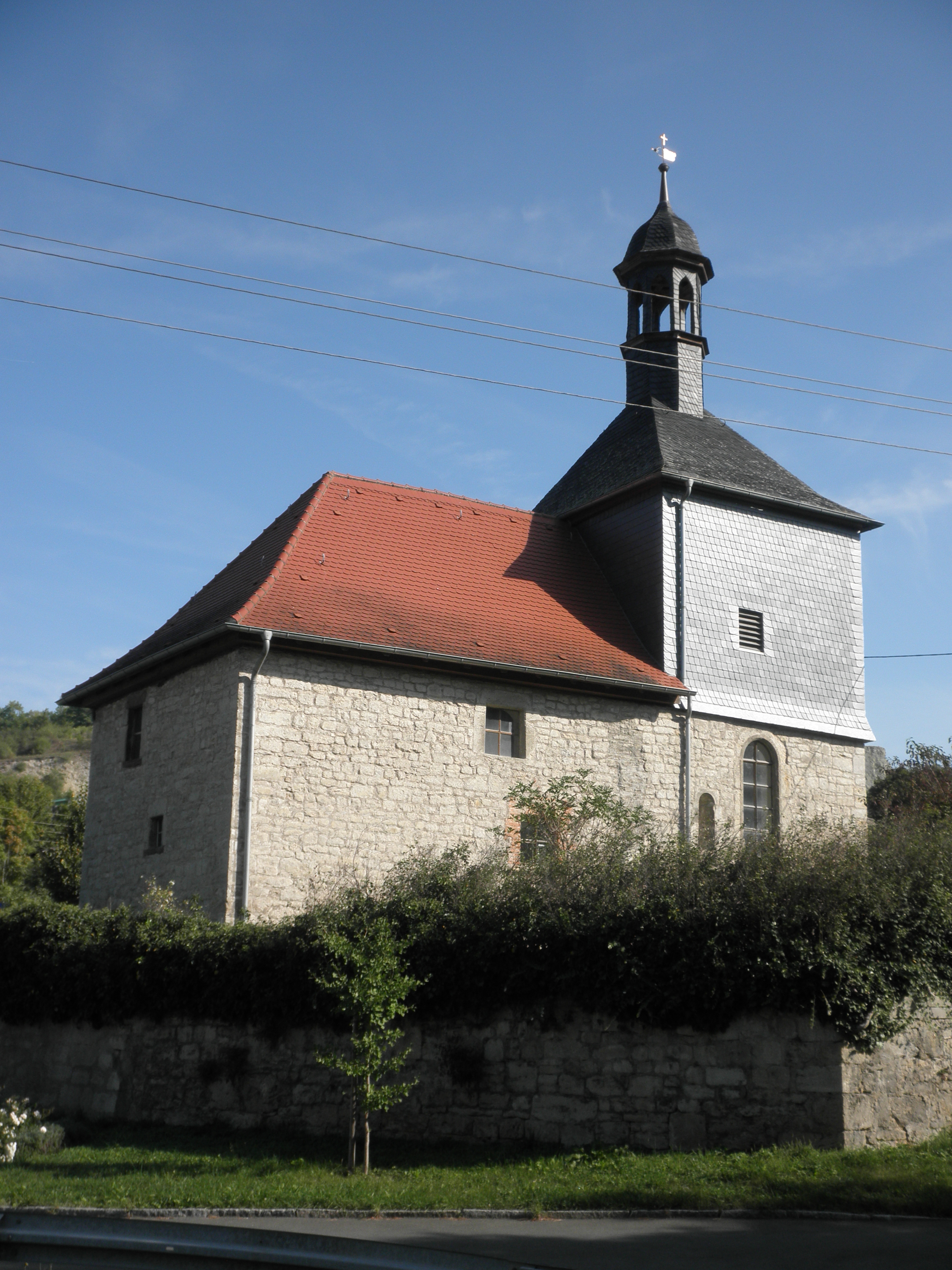
Die Kirche

Die Dorfkirche Steudnitz steht im Ortsteil Steudnitz der Stadt Dornburg-Camburg im Saale-Holzland-Kreis in Thüringen.

## Lage
Das Gotteshaus befindet sich in der Mitte des ehemaligen Kerndorfes und direkt an der Bundesstraße 88 sowie am kanalisierten Tautenburger Bach.

## Geschichte
Die Dorfkirche stammt vermutlich aus dem 13. Jahrhundert. Auf die Barockzeit weisen der Kanzelaltar und die im Jahr 1803 von Matthias Vogler aus Naumburg (Saale) eingebaute Orgel hin.
Ab 1970 begann der Verfall der Kirche. 1992 beschloss man ihre Sanierung. Ab 1995 wurden das Dach gesichert, die Orgel ausgelagert und 1996 das Dach des Kirchenschiffes eingedeckt. Danach begann die Innenrestaurierung. 1998 erfolgte der Wiedereinbau der Orgel durch die Firma Schüssler aus Greiz. 2008 wurde die Orgelsanierung beendet.

## Besonderheit
In der alten Eingangstür befinden sich Einschusslöcher aus dem Dreißigjährigen Krieg.